# Constante de Niven
En mathématiques, et plus précisément en théorie des nombres, la constante de Niven, portant le nom du mathématicien Ivan Niven, est la moyenne du plus grand exposant apparaissant dans la décomposition en produit de facteurs premiers d'un entier n. Plus précisément, on définit H(1) = 1 et {\displaystyle H(n)=\max _{p|n}v_{p}(n)} le plus grand exposant dans la décomposition en produit de facteurs premiers de n > 1 ; la constante de Niven est définie par
{\displaystyle \lim _{n\to \infty }{\frac {1}{n}}\sum _{j=1}^{n}H(j)=1+\sum _{k=2}^{\infty }\left(1-{\frac {1}{\zeta (k)}}\right)=1,705211\dots }
où ζ(k) est la fonction zêta de Riemann au point k.
Niven a montré dans le même article que
{\displaystyle \sum _{j=1}^{n}h(j)=n+c{\sqrt {n}}+o({\sqrt {n}})}
où h(1) = 1, h(n) le plus petit exposant dans la décomposition en produit de facteurs premiers de n > 1, et que la constante c est donnée par
{\displaystyle c={\frac {\zeta ({\frac {3}{2}})}{\zeta (3)}},}
et que par conséquent
{\displaystyle \lim _{n\to \infty }{\frac {1}{n}}\sum _{j=1}^{n}h(j)=1.}

## Lecture complémentaire
- Steven R. Finch, Mathematical Constants (Encyclopedia of Mathematics and its Applications), Cambridge University Press, 2003